# Xu Xiangyu
Xu Xiangyu est un joueur d'échecs chinois né le 19 septembre 1999.
Au 1er février 2020, il est 19e joueur chinois avec un classement Elo de 2 580 points.

## Biographie et carrière
Grand maître international depuis 2017, Xu Xiangyu finit quatrième de l'open Aeroflot en février 2018 et quatrième du championnat de Chine la même année.
En janvier 2019, il remporte l'open de Nova Gorica (Open Hit) en Slovénie, au départage devant le Croate Zdenko Kožul et le Serbe Branko Tadic.
Xu Xiangyu finit deuxième ex æquo du tournoi zonal chinois de Daqing en août 2018, ce qui le qualifia pour la Coupe du monde d'échecs 2019. Lors de la coupe du monde, il bat au premier tour Bu Xiangzhi, puis au deuxième tour le Russe Ernesto Inarkiev et perd au troisième tour face au Russe Aleksandr Grichtchouk.